# Tabernáculo Metropolitano
O Tabernáculo Metropolitano, (em inglês Metropolitan Tabernacle também chamado de Spurgeon's Tabernacle) é uma Igreja Batista Independente no sub-distrito de Newington (mais conhecido hoje em dia como Elephant & Castle) pertencente ao bairro de Southwark, Londres, na Inglaterra. Atualmente é pastoreada por Peter Master. O edifício atual, foi edificado em 1957, é o terceiro desde 1861. O edifício original foi construído no pastoreado de Charles Haddon Spurgeon.

## Os primeiros 200 anos
A Congregação batista reunida hoje no Tabernáculo Metropolitano começou a reunir-se por volta de 1650, 30 anos depois da partida dos pais peregrinos às Colônias Americanas, após o Parlamento inglês proibir, em abril de 1645, no reinado de Carlos I reuniões cristãs independentes, Batistas e Quakers. A Igreja reunia-se clandestinamente em algumas localidades, como em Jacob Street, e em Kennington, na casa de uma viúva. Seu primeiro pastor foi Willian Rider, de 1653 a 1665, quando provavelmente morreu pela praga de Londres desse ano.Em 1688, a lei de restrição de culto foi revogada, e a partir disso, a Congregação, sob a liderança de Benjamin Keach, que assumira o pastoreado nesse ano, estabeleceram a irmandande num local de culto próximo onde hoje é a Torre de Londres, Goat’s Yard Passage, Fair Street, Horse-lie-down, em Southwark.
Benjamin Keach foi pastor até 1704. Foi um eminente evangelista e pastor. Ajudou a formular e foi um dos dignatários da Confissão de Fé Batista de 1689, e pregou durante algum tempo em Buckinghamshire e Winslow. Sofreu perseguição e prisões por parte das autoridades conformista devido suas convicções batistas e contrárias ao batismo infantil, em especial com a publicação de um livro chamado O Instrutor dos Meninos. Keach morreu em 16 de julho de 1704, e foi enterrado num cemitério batista em Soutwark. Antes de seu falecimento, convidou seu genro, Benjamin  Stinton, para assumir o pastoreado da congregação batista particular, e depois de algum tempo, Stiton foi formalmente convidado e confirmado pela igreja no pastoreado, que durou de 1704 a 1718.Stinton tambem ajudou a criar um fundo batista de ajuda a ministros pobres.

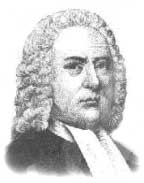
John Gill

Em 1718, John Gill foi convidado a assumir o pastoreado da congregação; porem, ele não teve a unanimidade da congregação, e isso levou a Igreja a se dividir em dois grupos, um que se manteve, e outro que se reuniu em outro templo, com outro pastor, mas essa congregação futuramente extinguiu-se. Já John Gill, foi ordenado em  22 de maio de 1720. Gill foi um dos mais eminentes calvinistas e um dos mais famosos teólogos do século XVIII, considerado o primeiro teólogo batista de renome. É conhecido por ter sido em muitos aspectos um hipercalvinista. Porém, durante o ministério de Gill, a igreja apoiou fortemente a pregação de George Whitefield em Kennington Common, local onde em 1739, pregou vários sermões.
Especializou-se em Hebraico e línguas orientais. Em 1748, publicou uma exposição do Novo Testamento, e também outros livros, como "Corpo de divindade" e "Antiguidades Judaicas" . Em 1748, Gill foi agraciado com o grau honorário de Doutor em Teologia pela Universidade de Aberdeen. No seu pastoreado, em 1757 a congregação, necessitando de maiores instalações, mudou-se para Carter-lane, em St. Olave’s Street, Soutwark. Nessa época, Gill escreveu uma declaração de fé e pratica usada para admissão de membros, que posteriormente não foi mais usada, sendo anexada a biografia de Charles Haddon Spurgeon.

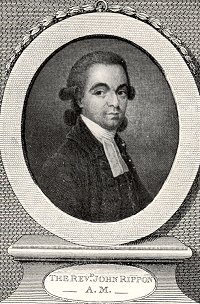
John Rippon

Nos últimos anos do pastoreado, a frequência a Igreja caiu muito, mas mesmo assim, Gill recusou a ajuda de um co-pastor. John Gill faleceu em 14 de outubro de 1771. Para substituir seu posto, John Rippon foi convidado. Ao fim de seu tempo de prova na Igreja, 40 pessoas, preocupadas com os métodos de Rippon e sua pouca idade, decidiram separar-se da congregação por não concordarem com o voto da maioria dos membros. Rippon propôs que, como esses irmãos procediam de acordo com suas consciência, que fundassem una nova Igreja  e fossem despedidos com amor e oração; ajudou na construção da nova Capela, e ainda ordenou seu primeiro pastor, William Button.
John Rippon ficou bastante conhecido por compilar um hinário, chamando, em inglês, The Selection of Hymns from the Best Authors, Intended to Be an Appendix to Dr.Watts, vulgarmente conhecida como a Seleção Rippon, que fez muito sucesso, e foi reimpresso 27 vezes em mais de 200.000 cópias,e que Spurgeon usou durante seu ministério. Rippon em seu ministério abriu diversos asilos para viúvas, que ainda na época de Spurgeon estava em plena atividade.

## New Park Street

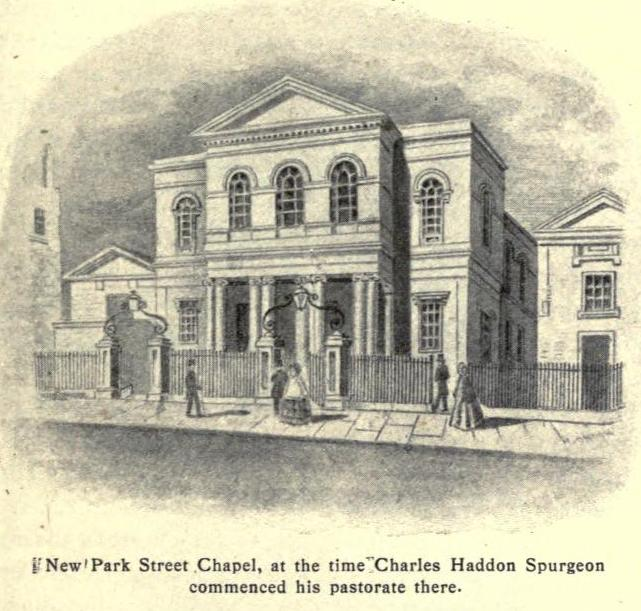
New Park Street, em 1855.

Foi no pastoreado de John Rippon que, por ocasião da construção da Torre de Londres no terreno em Carter-Lane, a capela localizada nessa região foi demolida, tendo seu último culto nesse local realizado em 7 de Fevereiro de 1830, e uma nova foi levantada, em New Park Street, Southwark, e inaugurada em 6 de maio de 1833. Segundo Spurgeon, "Se os diáconos levassem 30 anos para escolher um bom lugar para enterrar uma igreja, não teriam arranjado lugar melhor que esse." Pelo que se consta, era uma região muito pobre, cheia de bares, fábricas, ruas estreitas e sujas, e uma ponte com um pedágio. Ainda mais, na maré alta do Tâmisa, a região era frequentemente inundada. Porém, o terreno era barato, e por essa necessidade, esse local foi escolhido para a obra. Tinha capacidade para 1200 pessoas sentadas e 300 em pé.
John Rippon morreu em 17 de dezembro de 1836. Em 1837, Joseph Angus foi ordenado pastor de New Park Street em seu lugar, ocupando esse posto até julho de 1840, quando foi convidado para ser secretário da Sociedade Missionária Batista de Londres. Foi também diretor de Stepney College, escola batista de ensino, conhecida como Colégio Regent's Park, e é parte da Universidade de Oxford. Deve-se notar que curiosamente, Angus e Spurgeon se conheceram em 1852, e chegaram a marcar uma entrevista para a admissão de Spurgeon no seminário, mas por um desencontro, esse encontro nunca ocorreu. Spurgeon sentiu a direção divina de não entrar no Seminário, e posteriormente ocupou o pastoreado outra ocupado por Angus. Joseph Angus fez parte do comitê de revisão da King James Version em 1881. Faleceu em 1902.
De janeiro de 1842, James Smith assumiu o pastoreado vago de Angus, até 1850, e o exercendo assim por 8 anos e meio. Em julho de 1851, William Walters assumiu o cargo, mas não permaneceu por muito tempo, demitindo-se em abril de 1853, por não ter a confiança do diaconato da Igreja. Nos anos 1840-1850, como a frequência da Igreja decaiu muito, a Comunidade se apresentava numa condição fria espiritualmente.

## Charles Haddon Spurgeon

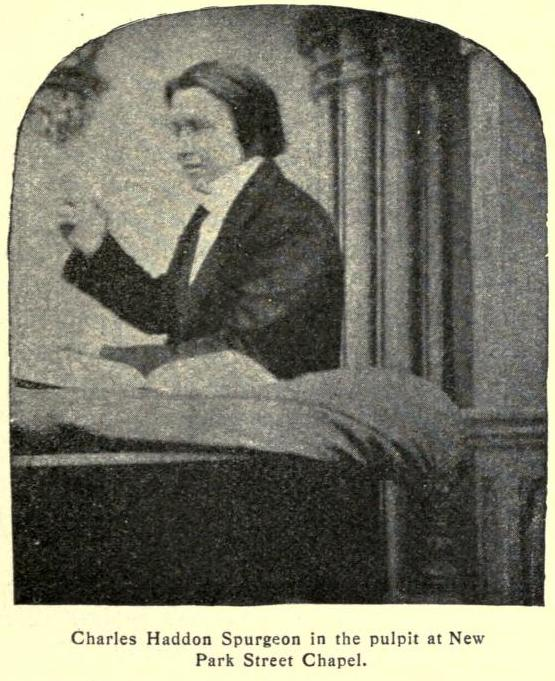
Spurgeon pregando em New Park Street

Em 1853, George Gold, participou de uma reunião da União das Escolas dominicais em Cambridge, e escutou pregar nessa ocasião o jovem Charles Haddon Spurgeon, com apenas 19 anos, pastor da Igreja Batista de Waterbeach. Gold informou sobre ele a Thomas Olney, diácono de New Park Street, que estava à procura de um pastor para o cargo vago. Spurgeon foi convidado a pregar em Londres, pela primeira vez, em 18 de dezembro de 1853. Foi tão bem  sucedido que voltou a ser convidado em 1º e 8 de janeiro, e no dia 29 de janeiro de 1854, quando a Congregação o convidou a ser provado por seis meses em vista de assumir o ministério. Porem, em 19 de Abril de 1854, a Igreja lhe convidou imediatamente. Spurgeon aceitou.
A pregação e a mensagem de Spurgeon atraiu muitos a New Park Street. Spurgeon tornou-se o pastor mais famosos de Londres. Logo, não suportava mais o numero de ouvintes. em 1855, New Park Street passou por reformas, e decidiu-se alugar o Exerter Hall, um salão público com capacidade de 5.000 membros, para as reuniões da congregação, até junho de 1855. Em 1856, tornaram a alugar Exerter Hall em janeiro e junho, devido a pressão dos multidões, por falta de espaço em New Park. Porem, os proprietários de Exerter Hall recusaram-se a alugar o salão por largos períodos  para Spurgeon, afim que outras denominação o usassem. Foi necessário outro local para os cultos.

## A tragédia do Surrey Garden Music Hall

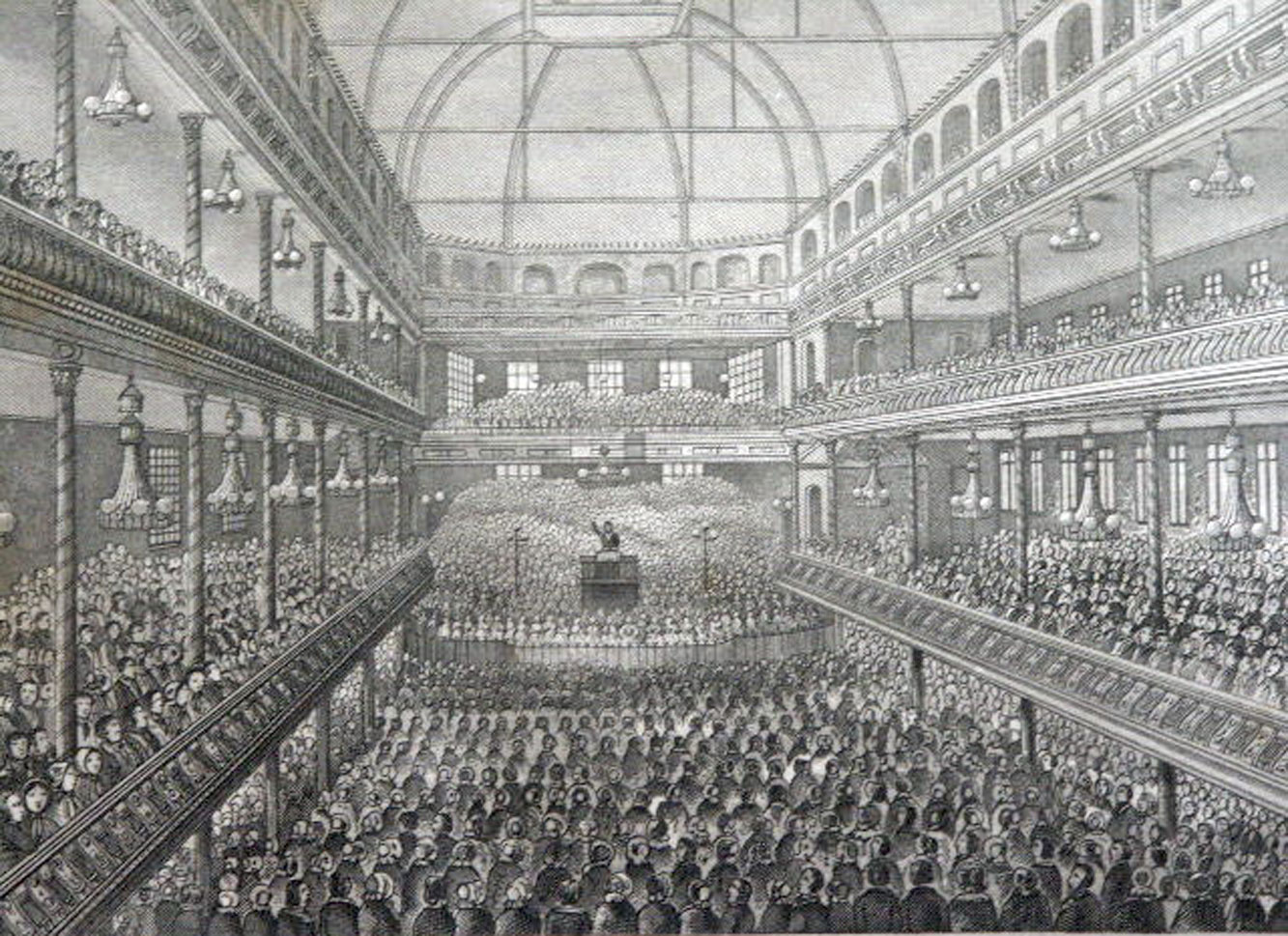
Spurgeon pregando no Surrey Garden.

O Surren Garden Music Hall tinha capacidade para 10.000 lugares, era o maior edificio público de Londres. Foi alugado pela congregação de New Park para os cultos vespertinos de domingo. Em 19 de outubro de 1856, com 7.000 pessoas presentes para a primeira pregação de Spurgeon, um princípio de tumulto causado por alguns baderneiros e falsos avisos de incêndio provocaram tal correria e pânico na multidão, que resultou em 28 feridos e a morte de 7 pessoas. Esse fato traumatizou Spurgeon profundamente. Foi posteriormente instituído um fundo de ajuda as vítimas. Desse fato, porem, em vista da necessidade de um local seguro e suficiente para abrigar as multidões de assistentes e ouvintes, a congregação de New Park Street decidiu iniciar um fundo para construção de um novo templo. Os serviços de Spurgeon e de New Park Street em Surrey Garden Music Hall ocorreram até 11 de dezembro de 1859.

## A construção do Tabernáculo Metropolitano

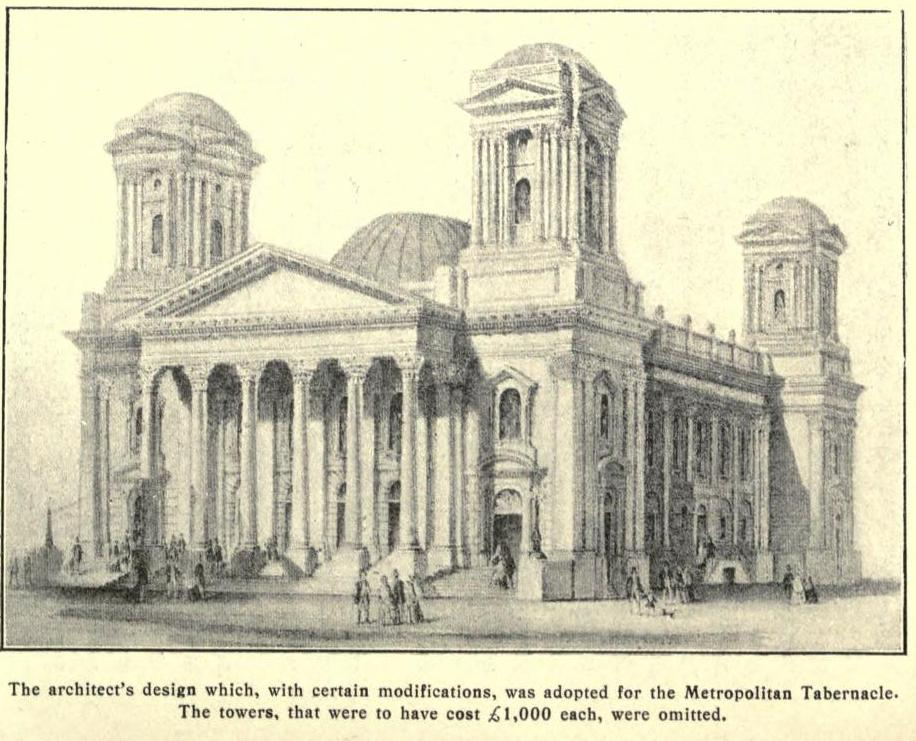
Projeto original do Tabernáculo, com 4 torres.

Conforme a decisão adotada, um largo terreno em Newington, em Elefanth & Castel, foi adquirido, onde no momento era um espaço para prática de tiro ao alvo, e vários séculos antes fora um campo utilizado para o martírio de diversos dissidentes batistas. Em 16 de agosto de 1859, foi lançada a pedra fundamental do futuro edifício, juntamente com uma Bíblia, um exemplar da Confissão de Fé Batista de 1689 da qual Keach foi signatário, um exemplar do hinário de Rippon, cópias dos serviços do dia e o relatório da história da Igreja até aquele data. Para a construção do edifício, muitas coletas e e fundos foram realizados, e Spurgeon pregou em diversos lugares. Várias Igrejas e denominações ajudaram na edificação da Igreja, que em sua época, foi a maior Igreja Batista do mundo, influenciando muitos outros templos que forma construídos posteriormente ao redor do mundo.
O projeto do Tabernáculo foi encabeçado pelo arquiteto Willmer Willmer Pocok, que ganhou um concurso feito para tal obra. O projeto original incluía quatro torres em cada ângulo do Tabernáculo, mas elas foram retiradas para diminuir o custo da obra. O edifico foi construído de tal forma que a acústica do templo fosse favorável a voz de Spurgeon. Comportava 6000 pessoas sentadas.

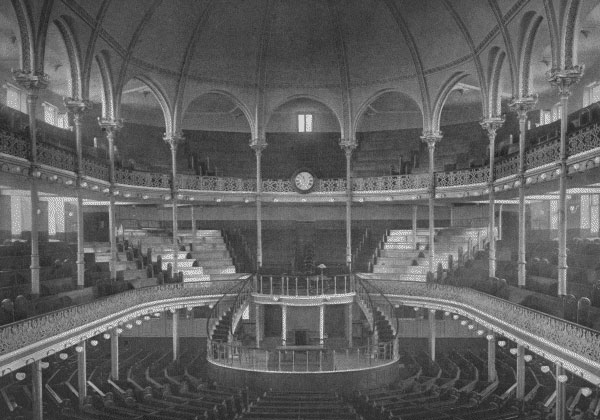
Interior do Tabernáculo, em 1861.

 Durante a construção, a congregação saiu do Music Hall, (que posteriormente foi destruído por um incêndio) e ocupou temporariamente o Exerter Hall, de novo, até 1º de março de 1861. A obra custou, na época, 31.332 libras esterlinas.
Spurgeon justificou a construção do Tabernáculo em estilo grego clássico devido ao fato de que o grego foi língua usada pelo Espírito para transmissão do Evangelho na época de Paulo, remontando assim sua crença de estar pregando o primitivo Evangelho. Justificou o nome de "Tabernáculo" para o prédio, em vez de ser nomeado "Templo" devido a essa palavra ser referente a uma construção temporária, não fixa (como a que Moisés sob ordem de Deus levantou no deserto, segundo o Pentateuco) e expressando assim a fé de que os crentes são estrangeiros nesse mundo esperando o grande rei Jesus,e "Metropolitano", devido a uma sugestão de um amigo, aparentemente por ser esse templo situado em uma metrópole (Londres).
A construção foi concluída em 1º de março de 1861, e dedicada em um dia de oração no dia 18. O primeiro sermão pregado por Spurgeon na Igreja foi no dia 25 de março, e o primeiro culto de domingo, dia 29. Cinco semanas foram dedicadas aos festejos da abertura, sendo que nas duas primeiras, várias palestras foram realizadas por vários pastores e igrejas não-conformistas diferentes.
Quanto a New Park Street, a antiga capela foi utilizada ainda por alguns anos como sede do Spurgeon College, e finalmente fechado, vendido e demolido em 1866.

## O Tabernáculo pós Spurgeon: primeira metade do século XX

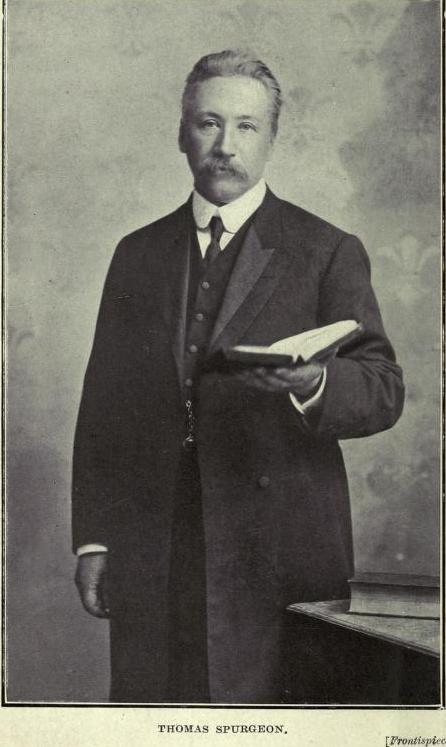
Thomas Spurgeon, filho de Charles, que sucedeu seu pai no pastoreado do Tabernáculo

Em 1888, a Igreja, apoiando a Charles Haddon Spurgeon em decorrência a Controvérsia do Declínio, desligou-se oficialmente da União Batista da Inglaterra, da qual fazia parte. Multidões de pessoas afluíam ao local, tanto que em várias ocasiões, o próprio Spurgeon pedia aos membros regulares da congregação que cedessem seus lugares em benefício daquelas que não tinham tido oportunidade de frequentar o Tabernáculo.
Spurgeon pregou no Tabernáculo Metropolitano até 1891; vários pregadores pregaram nesse edifício, dentre eles D.L.Moody, que influenciaria muitos pregadores posteriores a Spurgeon no Tabernáculo. Os sermões impressos de Spurgeon a partir dessa data passaram a integrar os volumes denominados The Tabernacle Metropolitan Pulpit. Spurgeon, já muito doente, convidou o pastor presbiteriano Arthur Tappan Pierson para assumir seu posto temporariamente enquanto estava convalescente na França, porem, com a morte de Spurgeon em 31 de janeiro de 1892, Pierson continuou a frente do Tabernáculo. Spurgeon foi velado no Tabernáculo Metropolitano em fevereiro de 1892. Seu funeral contou com a presença do famoso compositor de hinos Ian Sankey. Pierson ficou a frente do serviços pastorais do Tabernáculo ininterruptamente até junho de 1892, e James Spurgeon, irmão de Spurgeon, que era pastor de outra igreja batista e encarregado dos trabalhos e obras do Tabernáculo propôs que ele assumisse o pastoreado em definitivo, o que não aconteceu.

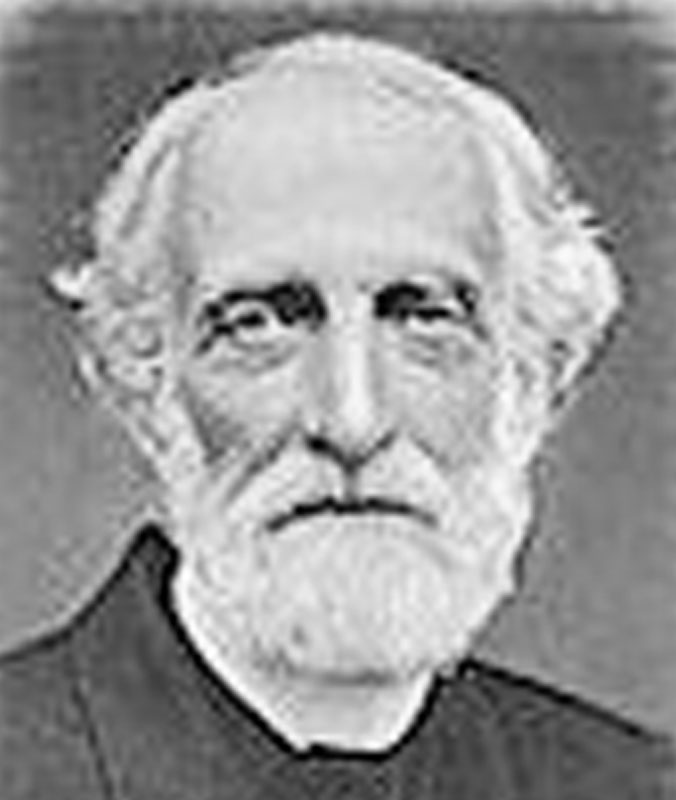
Arthur Tappan Pierson, que sucedeu Spurgeon temporáriamente

Thomas Spurgeon, um dos filhos gêmeos de Charles Spurgeon, foi chamado de seu trabalho pastoral na Nova Zelandia à Londres, e muitos membros do Tabernáculo quiseram que ele assumisse o cargo outrora ocupado por seu pai. Em março, em votação, Thomas foi convidado ao pastoreado, e James Spurgeon renunciou as suas funções, e Pierson encerrou seu ministério nessa Igreja, regressando ao Estados Unidos. Thomas Spurgeon foi eleito em 1894.
Thomas Spurgeon foi muito influenciado pelos métodos evangelísticos de D.L.Moody e de muitos pastores e pregadores evangelicais americanos, que em certa medida, utilizavam de alguns métodos evangelísticos aplicados por Charles Finney por volta de 1850; tanto que, nessa época, muito dessas práticas americanas foram implantados e executados no Tabernáculo, em detrimento da simplicidade dos cultos dominicais da época de Spurgeon, entre eles, "reuniões especiais" e "chamados do altar" etc
Em abril de 1898, o Tabernáculo Metropolitano foi destruído por um incêndio causado por um acidente em uma conzinha do local. O prédio foi totalmente consumido, só restando o pórtico frontal. A congregação usou o antigo Exerter Hall até a reconstrução que levou 29 meses, e o prédio foi inaugurado em 19 de setembro de 1900, com a capacidade devido a segurança reduzida para 4.000 lugares, porem com o mesmo modelo arquitetônico do original.

## Declínio doutrinário Tabernáculo
Em 1908, por motivos de saúde, Thomas Spurgeon renunciou ao pastoreado, assumindo  em seu lugar o pastor Archibald G. Brown, que era amigo de Spurgeon. Em 1910, esse também renunciou, e assumiu o púlpito da Igreja o pastor americano Dr. Amzi Clarence Dixon, advindo da Igreja Moody, Chicago. Uma de suas primeiras mudanças foi a instalação de um piano no Tabernáculo, com fim de tocar musicas comoventes, alem de incentivar abertamente muitas reuniões de decisões por Cristo, reuniões pós culto, e várias práticas não usadas por Charles Spurgeon.
Arnold Dallimore escreve esta sobre o ministério de Dixon: "Por sugestão do Dr. Pierson do Tabernáculo então chamado outro americano, Dr. AC Dixon. os métodos de Dixon eram muito diferentes dos de Spurgeon. Ele instalou um piano e formou um coro, e sob seu estilo sensacionalista de ministério havia inúmeras profissões de fé, mas a igreja mostrou um declínio no atendimento e zelo. Além disso, foi quando ele estava no Tabernáculo que a Primeira Guerra Mundial teve lugar, tendo muitos homens sido recrutados e alistados para os serviços militares, perturbando o trabalho da igreja." Em 1919, Dixon deixou o Tabernáculo, e era uma igreja muito diferente do que tinha estado sob CH Spurgeon.
Em 1918, vários irmãos da Igreja se mostravam insatisfeitos com as novidades e a baixeza doutrinaria de Dixon, o acusando de arminiano e de dominar a congregação (alguns diáconos forma demitidos e forçados a renunciar). Em 1919, Dixon, desgastado, renunciou, retornando aos Estados Unidos, e assumiu o pastoreado o pastor calvinista Harry Tydeman Chilvers de 1919 a 1935.

## O terceiro Tabernáculo: os dias atuais; Peter Masters
Em 1935, assumiu o pastoreado o pastor Dr. W Graham Scroggie. Em maio de 1941, devido ao bombardeio alemão em Londres na Segunda Guerra Mundial, o Tabernáculo foi novamente destruído, só restando, novamente, do projeto original de 1861, o pórtico frontal. Seria totalmente reconstruído em 1957 (com um projeto arquitetônico diferente e menor do original, com uma capacidade atual de 1.750 lugares) sob o pastoreado de Eric W Hayden (que foi sucessor de Gerald B Griffiths, até 1954)
Dennis Pascoe foi pastor da Igreja de 1963 até 1970, quando Peter Masters assumiu o pastoreado, e o mantêm até os dias de hoje. Ele resgatou muito do que foi ensinado por Spurgeon, e re-colocou em prática no serviço dominical, nas escolas dominicais, e nas ações evangelísticas. Em 2009, o comparecimento semanal foi de cerca de 500 pessoas.

## Crítica
De acordo com The Guardian, os sermões da igreja são caracterizados por uma obsessão com pecado, moralismo e um perfeccionismo impossível de alcançar. .

## Lista dos pastores do Tabernáculo Metropolitano
- William Rider, c1653–c1665 (12 anos)
- Benjamin Keach, 1668–1704 (36 anos)
- Benjamin Stinton, 1704–1718 (14 anos)
- Dr. John Gill, 1720–1771 (51 anos)
- Dr. John Rippon, 1773–1836 (63 anoss)
- Joseph Angus, 1837–1839 (2 anos)
- James Smith, 1841–1850 (8 ½ anos)
- William Walters, 1851–1853 (2 anos)
- Charles Spurgeon, 1854–1892 (38 anos)
- Arthur Tappan Pierson, 1891–1893 (Temporário, não eleito ao pastoreado - 2 anos)
- Thomas Spurgeon, 1893–1908 (15 anos)
- Archibald G. Brown, 1908–1911 (3 anos)
- Dr. Amzi Clarence Dixon, 1911–1919 (8 anos)
- Harry Tydeman Chilvers, 1919–1935 (15 ½ anos)
- Dr. W Graham Scroggie, 1938–1943 (5 anos)
- W G Channon, 1944–1949 (5 anos)
- Gerald B Griffiths, 1951–1954 (3 anos)
- Eric W Hayden, 1956–1962 (6 anos)
- Dennis Pascoe, 1963–1969 (6 anos)
- Dr. Peter Masters, 1970– a hoje